# Arthroleptella
Az Arthroleptella a kétéltűek (Amphibia) osztályába, a békák (Anura) rendjébe és a Pyxicephalidae családjába tartozó nem.

## Elterjedése
A nembe tartozó fajok Dél-Afrikában honosak.

## Rendszerezés
A nembe az alábbi fajok tartoznak:
- Arthroleptella atermina Turner & Channing, 2017
- Arthroleptella bicolor Hewitt, 1926
- Arthroleptella draconella Turner & Channing, 2017
- Arthroleptella drewesii Channing, Hendricks & Dawood, 1994
- Arthroleptella kogelbergensis Turner & Channing, 2017
- Arthroleptella landdrosia Dawood & Channing, 2000
- Arthroleptella lightfooti (Boulenger, 1910)
- Arthroleptella rugosa Turner & Channing, 2008
- Arthroleptella subvoce Turner, de Villiers, Dawood & Channing, 2004
- Arthroleptella villiersi Hewitt, 1935

Korábban két további fajt is ide soroltak, mielőtt azok az Anhydrophryne nembe kerültek.
- Arthroleptella hewitti → Anhydrophryne hewitti (FitzSimons, 1947)
- Arthroleptella ngongoniensis → Anhydrophryne ngongoniensis (Bishop and Passmore, 1993)